# Босния и Герцеговина на «Евровидении-2006»
Выступление Боснии и Герцеговины на Евровидении в 2006 году стало самым удачным за все годы участия в конкурсе. Страну представила группа «Hari Mata Hari» с песней «Lejla», исполненной на боснийском языке. В полуфинале композиция заняла 2-е место, благодаря чему Босния и Герцеговина прошла в финал конкурса, где заняла 3-е место, набрав 229 баллов, в том числе получив восемь 12-балльных оценок.

## Голосование

### Голоса за представителя Боснии и Герцеговины
| 12 баллов                                                                                                  | 10 баллов                                            | 8 баллов                                 | 7 баллов            | 6 баллов                                             |
| --- | ---------------------------------------------------- | ---------------------------------------- | ------------------- | ---------------------------------------------------- |
| - Финляндия - Хорватия - Монако - Норвегия - Румыния - Сербия и Черногория - Словения - Турция - Швейцария | - Албания - Болгария - Германия - Македония - Швеция | - Дания - Молдова - Нидерланды - Украина | - Исландия - Россия | - Бельгия - Франция - Греция - Исландия - Португалия |
| 5 баллов                                                                                                   | 4 балла                                              | 3 балла                                  | 2 балла             | 1 балл                                               |
| - Армения - Кипр - Польша                                                                                  | - Великобритания                                     | - Литва - Бельгия - Великобритания       | - Латвия - Мальта   | - Андорра - Эстония - Израиль - Испания              |

| 12 баллов                                                                                       | 10 баллов                      | 8 баллов                        | 7 баллов                                 | 6 баллов                              |
| ----------------------------------------------------------------------------------------------- | ------------------------------ | ------------------------------- | ---------------------------------------- | ------------------------------------- |
| - Швейцария - Турция - Словения - Хорватия - Македония - Монако - Албания - Сербия и Черногория | - Швеция - Финляндия - Украина | - Дания - Нидерланды - Норвегия | - Германия - Румыния - Болгария          | - Франция - Бельгия - Греция - Россия |
| 5 баллов                                                                                        | 4 балла                        | 3 балла                         | 2 балла                                  | 1 балл                                |
| - Молдова - Армения                                                                             | - Литва - Польша - Белоруссия  | - Исландия                      | - Ирландия - Кипр - Израиль - Португалия | - Испания                             |

### Голоса от Боснии и Герцеговины
| В полуфинале | В полуфинале |
| ------------ | ------------ |
| Оценка       | Страна       |
| 12           | Турция       |
| 10           | Македония    |
| 8            | Финляндия    |
| 7            | Словения     |
| 6            | Швеция       |
| 5            | Албания      |
| 4            | Россия       |
| 3            | Украина      |
| 2            | Литва        |
| 1            | Исландия     |

| В финале | В финале  |
| -------- | --------- |
| Оценка   | Страна    |
| 12       | Хорватия  |
| 10       | Турция    |
| 8        | Македония |
| 7        | Финляндия |
| 6        | Россия    |
| 5        | Украина   |
| 4        | Швейцария |
| 3        | Швеция    |
| 2        | Румыния   |
| 1        | Греция    |